# Megaselia shabestarensis
Megaselia shabestarensis (лат.) — вид мелких мух-горбаток рода Megaselia из подсемейства Metopininae (двукрылые горбатки). Эндемик Ирана.

## Распространение
Центральная Азия, Иран (провинция Восточный Азербайджан,  Shabestar city—Shanejan region, 38°13.85’ N, 45°42.93’ E, высота 1664 м).

## Описание
Мелкие мухи длиной около 1 мм. Длина крыльев от 0,9 до 1,6 мм. Лоб без микротрихий (кроме его краёв). Щека с 4 щетинками. Ноги желтовато-коричневые. Грудь коричневая с 3 нотоплевральными щетинками, без расщелины перед ними; мезоплевра без волосков. Брюшко серовато-коричневое, с мелкими волосками на 5-6 вентритах. Вид был впервые описан в 2019 году иранскими энтомологами Р. Н. Хамени с коллегами (Khameneh R. N., S. Khaghaninia, N. Maleki-Ravasan; University of Tabriz, Тебриз, Иран) и британским диптерологом Генри Диснеем (R. Henry L. Disney; Department of Zoology, Кембриджский университет, Кембридж, Великобритания). Видовое название дано по имени места обнаружения (Shabestar).